# Centro de Enseñanza Superior Alberta Giménez
El Centro de Enseñanza Superior Alberta Giménez (CESAG) es un centro universitario en Palma de Mallorca adscrito a la Universidad Pontificia Comillas.

## Historia
Se crea cuando, en el año 1872, el Ministerio de Instrucción Pública confió a Alberta Giménez la dirección de la primera Escuela Normal de Maestras de Baleares, cargo que ejerció durante cuarenta años, hasta el 1912. En el año 1948 se crea la Escuela Alberta Giménez, la cual, desde octubre de 1972, está ubicada al barrio La Vileta. Fue adscrita a la UIB el 1978 y con la aparición de la LOGSE, pasó a llamarse Escuela Universitaria Alberta Giménez. Desde el curso 2005-2006, es un Centro de Enseñanza Superior, y desde el año 2014 está adscrito a la Universidad Pontificia Comillas.